# Montgomery (Vermont)
Pour les articles homonymes, voir Montgomery.
Montgomery est une ville américaine située dans le Comté de Franklin, dans le Vermont. Selon le recensement de 2020, sa population est de 1 184 habitants.

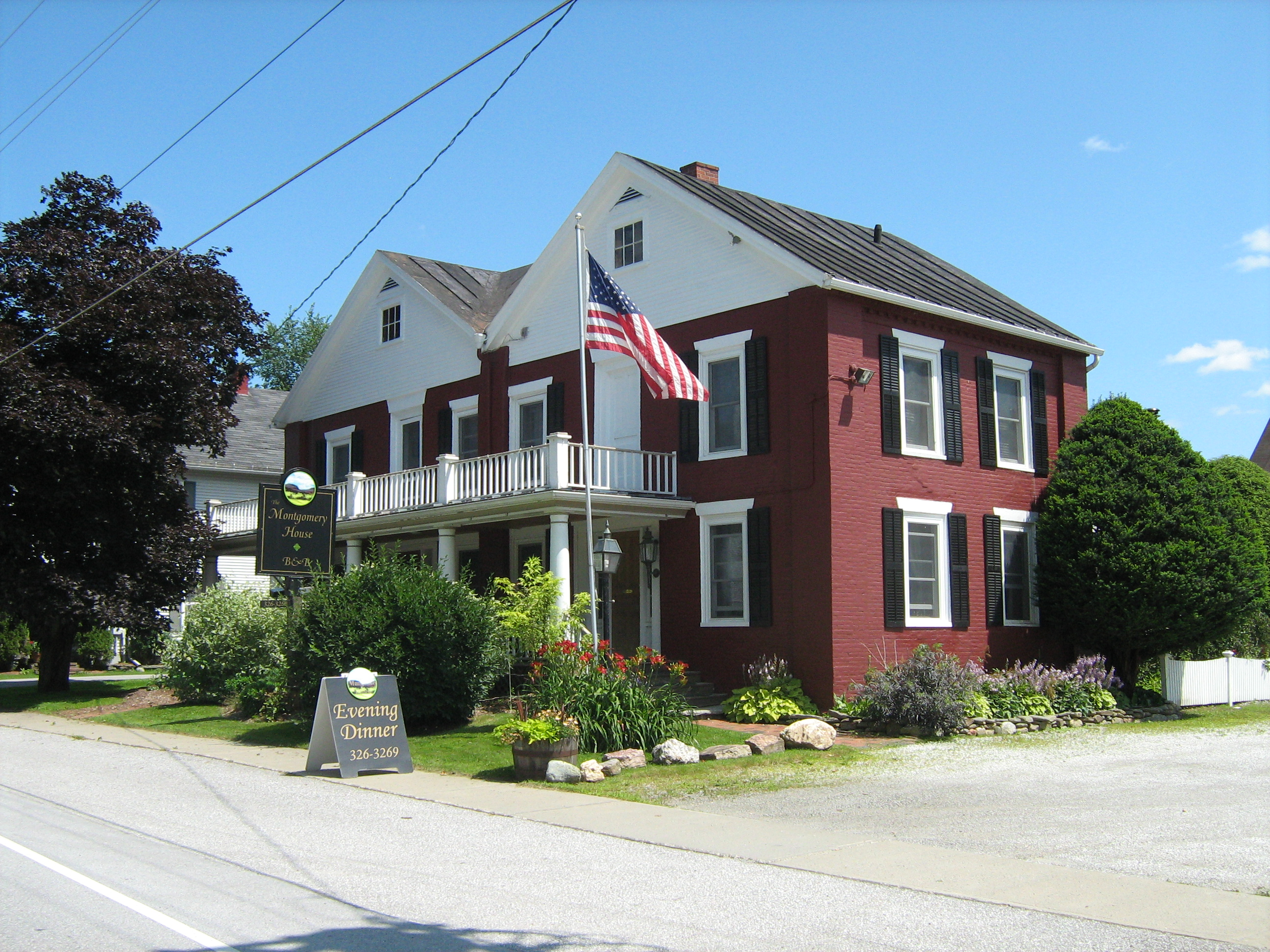